# Petrus Josephus Zoetmulder
Petrus "Piet" Josephus Zoetmulder (Utrecht, 29 de enero de 1906-Yogyakarta, 8 de julio de 1995) fue un lingüista neerlandés experto en el antiguo idioma javanés. Hizo también estudios sobre el monismo. Fue profesor de la Universidad Gadjah Mada. 

## Biografía
Su madre era pianista y le enseñó a tocar el piano, su padre era ingeniero y pasó su infancia en los Países Bajos. Era católico y tras la secundaria, estudió en la compañía de Jesús. Siendo novicio, con 19 años, siguió a su mentor a Java. Más tarde, se graduó en historia de Java y arqueología en la Universidad de Leiden. En octubre de 1935, se doctoró cum laude con sus tesis "Pantheïsme en Monisme in de Javaansche Soeloek Literatuur" y terminó teología antes de regresar a Java, viviendo en  Maastricht y sufriendo la ocupación nazi de Bélgica durante la Segunda Guerra Mundial, por la que se refugió en Francia. 
Tras su regreso, le ofrecieron un puesto en la Universidad de Indonesia, que rechazó para estudiar más el javanés residiendo en Yogyakarta. 
Cuando las fuerzas japonesas entraron en Indonesia en 1942, Zoetmulder fue internado como ciudadano neerlandés, y tuvo suerte de publicar sus estudios en neerlandés en 1954 ("De Taal van het Adiparwa") y en indonesio en  1950 ("Bahasa Parwa") con la ayuda de  I. R. Pedjawijatna.

## Libros
- 1930a - Het Land van de Profeet, Lovaina: Xaveriana.
- 1930b - Mohammed de Profeet, I, In Mekka, Lovaina: Xaveriana.
- 1930c - Mohammed de Profeet, II, In Medina, Lovaina: Xaveriana.
- 1935 - Pantheïsme en Monisme in de Javaansche Soeloek-litteratuur, Nimega: Berkhout.
- 1950 - De Taal van het Adiparwa, Bandung: Nix
- 1951 - Cultuur Oost en West,  Ámsterdam: Van der Peet; Yakarta: Penerbitan Dan Balai Buku Indonesia.
- 1954 - Bahasa Parwa: Tatabahasa Djawa Kuno; bekerja sama dengan I. R. Poedjawijatna. Jilid I: Bentuk kata. Jilid II: Bentuk kalimat. Yakarta: Obor.
- 1958-1963 - Sekar Sumawur: bunga rampai bahasa Djawa Kuno. Jilid 1: Dewamānusarāksasâdi. Jilid 2: Korawapān.d.awacarita.  Yakarta: Obor.
- 1965 - Die Religionen Indonesiens (Die Religionen der Menschheit;  Bd. 5, 1), Stuttgart: Kohlhammer. (Con Waldemar Stöhr.)
- 1969 - Siwaratrikalpa of mpu Tanakung. La Haya: Martinus Nijhoff. (Assisted by  A. Teeuw, et al.)
- 1974 - Kalangwan: a survey of Old Javanese literature, La Haya: Martinus Nijhoff. ISBN 90-247-1674-8
- 1982 - Old Javanese-English Dictionary, La Haya: Martinus Nijhoff. Con S. O. Robson.
- 1983 - Kalangwan: Sastra Jawa Kuno Selayang Pandang. Yakarta: Djambatan.
- 1991 - Manunggaling Kawula Gusti: Pantheïsme dan Monisme dalam Sastra Suluk Jawa: Suatu Studi Filsafat. Yakarta: Gramedia.
- 1992-1993 - Bahasa Parwa : tatabahasa Jawa Kuna, Yogyakarta: Gadjah Mada University Press. "Bekerja sama dengan I. J. Poedjawijatna. Cetakan ulang dari edisi tahun 1954."
- 1993 - Udyogaparwa: Teks Jawa Kuna, Yakarta: Koninklijk Instituut voor Taal-, Land- en Volkenkunde (KITLV).
- 1994-1995 - Sekar Sumawur : bunga rampai bahasa Jawa Kuna, Jilid 1: Dewamānusarāksasâdi. Jilid 2: Korawapān.d.awacarita. Yogyakarta: Gadjah Mada University Press.
- 1995b - Kamus Jawa Kuna-Indonesia; bekerja sama dengan S. O. Robson, Yakarta: Gramedia dan Instituut voor Taal-, Land- en Volkenkunde (KITLV). Penerjemah: Darusuprapta dan Sumarti Suprayitna